# 蒼白鱂
蒼白鱂為輻鰭魚綱鯉齒目鯉齒亞目鯉齒鱂科的其中一種，分布於中美洲墨西哥的淡水流域，身體1/3以上為乳白色，體長可達5.3公分，棲息在海拔1800至2300公尺的溪流。